# HD 43583
HD 43583，又名BD+14 1233，SAO 95494、HR 2250，是一颗恒星，视星等为6.59，位于銀經196.59，銀緯-0.94，其B1900.0坐标为赤經6h 11m 52.5s，赤緯+14° -0.94′ 40″。